# Heraltický potok (přírodní památka)
Heraltický potok je přírodní památka v okrese Opava, v jihozápadním sousedství vesnice Zadky zhruba čtyři kilometry východně od obce Velké Heraltice. Důvodem ochrany jsou mokřady kolem Heraltického potoka s významnými rostlinnými společenstvy.